# ミヘイル・カベラシヴィリ
ミヘイル・カベラシヴィリ（グルジア語: მიხეილ ყაველაშვილი、ロシア語: Михаи́л Гура́мович Кавелашви́ли 1971年7月22日 - ）は、ジョージア出身の元プロサッカー選手、政治家。2024年より同国大統領を務める。日本の報道ではミヘイル・カベラシビリとも表記。

## 経歴
ディナモ・トビリシで1989年に現役として活動を始めた。ストライカーであったカベラシヴィリはロシアのクラブでも活躍。1996年3月1日にマンチェスター・シティでトレーニングを開始し、移籍締切日の1996年3月28日に正式加入。加入したきっかけは既にマンチェスターシティに加入していたゲオルギ・キンクラーゼがアラン・ボール・ジュニア監督にカベラシヴィリを紹介したことであった。マンチェスターシティでの試合デビューは1996年4月のマンチェスター・ダービーである。カベラシヴィリは選手生活の殆どをスイスで過ごした。ジョージア代表として、カベラシヴィリは1998年のマルタプレミアリーグで優勝を果たす。

### 大統領就任まで
プロサッカー選手としてイングランド・プレミアリーグのマンチェスター・シティFCなどでプレー。引退後は、2016年からジョージアで議員を務めてきた。2024年10月に行われたジョージアの総選挙では、所属するロシアに宥和的な政党「ジョージアの夢」が勝利をおさめ、さらに同年12月14日に国会議員の互選による大統領選挙で当選。野党が10月の総選挙結果が無効であることを訴える中、同年12月29日に大統領に就任した。サッカー選手出身の大統領としてはリベリア共和国大統領として就任したジョージ・ウェアに次いで2人目である。